# Samuel Butler (écrivain)
 (juin 2023).
Si vous disposez d'ouvrages ou d'articles de référence ou si vous connaissez des sites web de qualité traitant du thème abordé ici, merci de compléter l'article en donnant les références utiles à sa vérifiabilité et en les liant à la section « Notes et références ».
Pour les articles homonymes, voir Samuel Butler et Butler.
Samuel Butler (1835-1902) était un écrivain britannique principalement connu pour sa satire Erewhon, ou De l’autre côté des montagnes et pour son roman posthume Ainsi va toute chair.

## Biographie
Il naquit le 4 décembre 1835 au presbytère de Langar, près de Bingham (Nottinghamshire).
Il était le petit-fils d’un autre Samuel Butler (1774-1839), évêque de Lichfield puis de Coventry et érudit, dont il écrivit d’ailleurs une biographie « contextualisée » en 1896.
Il étudia à l’école de Shrewsbury puis au St John's College, à Cambridge, puis, en 1859, émigra en Nouvelle-Zélande (colonie britannique depuis 1840). Il raconta, dans Première année au Canterbury Settlement (A First Year in Canterbury Settlement) (1863), son arrivée aux antipodes et sa vie comme éleveur de moutons à Mesopotomia Station.
Il revint rapidement au Royaume-Uni, dès 1864, s’installant à l’auberge de Clifford (Clifford’s Inn), à proximité de Fleet Street (la rue londonienne où étaient concentrés la plupart des journaux quotidiens). Il y passa le restant de ses jours.
Son roman satirique Erewhon parut anonymement en 1872, entraînant diverses conjectures dans le monde littéraire et journalistique sur l’identité réelle de son auteur. Une certaine déception se manifesta lorsque Butler révéla qu’il en était l’auteur, certains ayant pensé que, sous couvert d’anonymat, ce roman pouvait en fait être l'œuvre d’un auteur célèbre.
Quoi qu’il en soit, Erewhon apporta la célébrité à Samuel Butler, ce qui l’incita à écrire d’autres livres, parmi lesquels Erewhon Revisited, suite du premier Erewhon, mais dont le succès fut moindre. Parmi ses œuvres, on relève un roman semi-autobographique, The Way of All Flesh, qui ne fut publié qu’après sa mort, car Butler le considérait comme source de controverses en raison de ses charges contre l’hypocrisie de l’époque victorienne.
Erewhon montrait l’intérêt que, de longue date, Butler avait éprouvé pour les théories de Charles Darwin sur l’évolution des espèces. Ce qui ne l’empêchait pas, par ailleurs, de critiquer ledit Charles Darwin, estimant que celui-ci négligeait de révéler la part prise par son grand-père Erasmus Darwin, dans l’élaboration de la théorie.
Dans un autre domaine, Butler élabora une théorie selon laquelle l’Odyssée aurait en réalité été l'œuvre d’une jeune femme sicilienne, et que les scènes poétiques reflèteraient les côtes de la Sicile et des îles avoisinantes. Il a développé cette théorie dans The Authoress of the Odyssey (1897), ainsi que dans l’introduction et les notes de bas de page de sa traduction en prose de l’Odyssée. Butler traduisit également l’Iliade. Cet intérêt pour les origines siciliennes de la rédactrice présumée de l’Odyssée n'est qu'une des facettes de la véritable passion qu'il voua à l'Italie, notamment le nord du pays, et qui se manifesta dans les recueils Alps and Sanctuaries et Ex Voto respectivement publiés en 1882 et 1888. Dans ces ouvrages il retrace ses excursions et rassemble certaines de ses réflexions sur la peinture et sur l'art en général. Ex Voto entreprend plus précisément la description du Mont Sacré de Varallo.
Butler fut aussi peintre et musicien. Son tableau le plus célèbre est exposé à la Tate Britain : Mr Heatherley’s Holiday : An Incident in Studio Life (1874).
Parmi ses autres œuvres, on relèvera Shakespeare’s Sonnets Reconsidered (1899), selon lequel une autre lecture de l'œuvre de William Shakespeare révèlerait une certaine homosexualité du poète et dramaturge élisabéthain.
Samuel Butler mourut le 18 juin 1902 à Londres. Ses cendres sont inhumées dans St. Paul's Churchyard.

## Œuvres
Liste non exhaustive.
- 1863 : Première année au Canterbury Settlement (A First Year in Canterbury Settlement)
- 1865 : Examen critique de la preuve de la résurrection du Christ
- 1872 : Erewhon, ou De l’autre côté des montagnes (Erewhon). Trad. fr., Gallimard, coll. L'Imaginaire, 1981, 322 p.
- 1873 : Le Beau Port
- 1877 : La Vie et l’Habitude (Life and Habit)
- 1879 : L’Évolution ancienne et nouvelle (Evolution, old and new, or the Theories of Buffon, Dr. Erasmus Darwin, and Lamarck, as compared with that of Mr. Charles Darwin)
- 1880 : Dieu connu et Dieu inconnu (God the Known and God the Unknown). Trad. fr., Alba nova, 1988, 91 p.
- 1880 : La Mémoire inconsciente (Unconscious Memory)
- 1882 : Alps and Sanctuaries of Piedmont and the canton Ticino (2e édition)
- 1887 : Chance ou adresse
- 1888 : Ex voto, an account of the Sacro Monte or New Jerusalem at Varallo-Sesia, with some notice of Tabachetti’s remaining work at the sanctuary of Crea
- 1896 : The Life and letters of Dr. Samuel Butler, headmaster of Shrewsbury school 1798-1836... in so far as they illustrate the scholastic, religious and social life of England, 1790-1840, by his grandson Samuel Butler
- 1897 : L'Auteure de l’Odyssée (The Authoress of the Odyssey, titre complet The Authoress of the Odyssey, where and when she wrote, who she was, the use she made of the Iliad, and how the poem grew under her hands). Traduction française, Éditions à l'écluse d'aval, 2009, 279 p. (http://aleclusedaval.free.fr)  (ISBN 2-9526841-1-1), 2009
- 1899 : Shakespeare’s Sonnets Reconsidered
- 1901 : Nouveaux Voyages en Erewhon (en) (titre complet Nouveaux voyages en Erewhon, accomplis vingt ans après la découverte du pays, par le premier explorateur et par son fils) (Erewhon Revisited, titre complet Erewhon revisited twenty years later, both by the original discoverer of the country and by his son). Trad. fr. Valery Larbaud, Gallimard, coll. L'Étrangère, 1994, 368 p.
- 1903 : Ainsi va toute chair (The Way of All Flesh). Trad. fr. Valery Larbaud, Gallimard, coll. Du monde entier, 1921, 412 p. , coll. Folio, 2004, 640 p.
- 1913 : The Fair Haven (titre complet The Fair Haven: a work in defence of the miraculous element in our Lord’s ministry upon Earth... by the late John Pickard Owen, with a Memoir of the Author by William Beckersteth Owen)
- 1913 : The Humour of Homer and other essays
- 1935 : Letters between Samuel Butler and Miss E. M. A. Savage, 1871-1885

Plusieurs œuvres de Butler sont disponibles dans le cadre du projet Gutenberg.
Les œuvres complètes de Samuel Butler furent publiées, dans les années 1920, par Jonathan Cape, dans le cadre d’une [The] Shrewsbury Edition of the Works of Samuel Butler en vingt volumes, tirée à 750 exemplaires.
Il existe une série d'éditions moins rares, publiées entre 1908 et 1914 par A.C. Fifield. D'autre part, Erewhon et The Way of All Flesh sont fréquemment réédités.